# Чаква (притока Льви)
Чаква — річка в Рівненській області України та Берестейській області Білорусі, ліва притока річки Льва (басейн Прип'яті).
Бере початок 0,7 км північно-східніше с. Жадень Сарненського (раніше — Дубровицького) району. Довжина — 17,2 км, на Білорусь припадає 13 км, з них, 6 км та вся протяжність на території України, каналізовані. Впадає в старицю Семіжа з південно-західної сторони, біля с. Струга Столинського району.